# Rolf W. Günther
Rolf Wilhelm Günther (* 1943 in Straßburg, Elsass) ist ein deutscher Radiologe auf dem Gebiet der diagnostischen und interventionellen Radiologie/minimalinvasiven Therapie.

## Leben
Günther wuchs in Flehingen/Baden auf, schloss seine Gymnasialzeit in Bretten/Baden mit dem Abitur 1963 ab, studierte Medizin in Heidelberg und Wien und promovierte in Heidelberg 1968. Er erhielt die Facharztanerkennung Radiologie an der Universität Mainz 1975 und habilitierte sich dort 1979. Von 1984 bis zur Pensionierung 2010 war er Lehrstuhlinhaber und Direktor der Klinik für Radiologische Diagnostik am Universitätsklinikum der RWTH Aachen. Seit 2011 ist er weiterhin wissenschaftlich tätig an der Klinik für Radiologie der Charité - Universitätsmedizin Berlin.
Im Rahmen der europäischen Radiologie war er Präsident des European Congress of Radiology (ECR 2000) und der früheren European Association of Radiology (EAR) (2001), Vorläufer der European Society of Radiology (ESR), sowie – zusammen mit Robert Dondelinger, Lüttich und Willem P. Mali/Utrecht – Präsident des CIRSE-Kongresses 2000 in Maastricht. Zusammen mit Dierk Vorwerk gründete er zudem 1993 den Aachener Intensivkurs Interventionelle Radiologie und leitete ihn bis 2010. Er war europäischer Herausgeber der Zeitschrift Cardiovascular and Interventional Radiology (CVIR) (1990–1995), Herausgeber und Mitherausgeber der Zeitschrift Fortschritte auf dem Gebiet der Röntgenstrahlen und bildgebenden Verfahren (RöFo) (1991–2005), Senior Editor der Zeitschrift European Radiology und ist seit 2024 Deputy Editor von European Radiology. Weiterhin war er Fachgutachter der Deutschen Forschungsgemeinschaft (DFG) und Mitglied des Apparateausschusses der DFG.
Günthers wissenschaftlichen Schwerpunkte betreffen die Weiterentwicklung der diagnostischen und interventionellen Radiologie / minimalinvasiven Therapie bei Gefäß- und Organerkrankungen. Er ist Autor und Ko-Autor von etwa 700 wissenschaftlichen Publikationen, drei Büchern und Inhaber mehrerer Patente (u. a. Cavafilter). Die von ihm gegründete „Rolf W. Günther Stiftung“ fördert junge Wissenschaftler/Wissenschaftlerinnen und Projekte in der Radiologie.
Günther ist seit 1998 Mitglied der Nationalen Akademie der Wissenschaften Leopoldina.
Seit 1964 ist er Mitglied der katholischen Studentenverbindung KDStV Arminia Heidelberg.

## Auszeichnungen
- 1991: Charles T. Dotter Memorial Lecture, SIR Annual Scientific Meeting[9]
- 1995: Röntgen-Preis Walter-Preh-Stiftung der Universität Würzburg im Fachgebiet Medizin anlässlich des hundertjährigen Jubiläums der Entdeckung der Röntgenstrahlen.[10]
- 1997: Goldmedaille der Cardiovascular & Interventional Radiological Society of Europe (CIRSE)[11]
- 1998: Andreas Grüntzig Lecture ("Interventional MRI: realistic chance or wishful thinking?") (CIRSE)[12]
- 1981: Alken-Preis der Alken-Stiftung[13]
- 2003: Röntgenplakette der Stadt Remscheid[14]
- 2004: Goldmedaille des European Congress of Radiology ECR[15]
- 2005: Antoine Béclère Medaille der Société Française de Radiologie[16]
- 2006: Schinz Lecture und Schinz Medaille der Schweizerischen Gesellschaft für Radiologie (SGR-SSR)[17]
- 2007: Goldmedaille der Society of Interventional Radiology (SIR) USA[18]
- 2010: Antoine Béclère Medaille der International Society of Radiology (ISR)[19]
- 2012: Alfred-Breit-Preis der Deutschen Röntgengesellschaft (DRG)[20]
- 2015: Eberhard-Zeitler-Medaille der Deutschen Gesellschaft für Inventionelle Radiologie (DeGIR)[21]

## Ehrenmitgliedschaften
- 1991: Ehrenmitglied der Royal Belgian Society of Radiology (BSR)
- 1996: Ehrenmitglied der Radiological Society of North America (RSNA)[22]
- 1999: Honorary Fellow, Royal College of Radiologists (RCR)[23]
- 1998: Honorary Fellow, British Institute of Radiology (BIR)[24]
- 1999: Honorary Fellow, British Society of Interventional Radiology (BSIR)[25]
- 2000: Ehrenmitglied der Swedish Society of Medical Radiology (SFMR)[26]
- 2000: Ehrenmitglied der Japan Radiological Society (JRS)[27]
- 2005: Honorary Fellow, American College of Radiology (ACR)[28]
- 2005: Ehrenmitglied der Société Française de Radiologie (SFR)
- 2006: Ehrenmitglied der Schweizerischen Gesellschaft für Radiologie (SGR-SSR)[29]
- 2011: Ehrenmitglied der Deutschen Röntgengesellschaft (DRG)[30] und Österreichischen Röntgengesellschaft (ÖRG)[31]
- 2012: Ehrenmitglied der Österreichischen Gesellschaft für Interventionelle Radiologie und minimalinvasive Therapie (ÖGIR)[32]
- 2019: Ehrenmitglied der Deutschen Gesellschaft für Interventionelle Radiologie und minimalinvasive Therapie (DeGIR)[33]

## Buchpublikationen
- R. W. Günther, M. Thelen: Interventionelle Radiologie. Thieme, Stuttgart 1988, 2. Auflage, 1996, ISBN 3-13-124032-6
- R. W. Günther, M. Thelen: Vaskuläre Interventionen. Thieme, Stuttgart 1998, ISBN 3-13-111732-X
- B. Braun, R .W. Günther, W. Schwerk: Ultraschalldiagnostik. Lehrbuch und Atlas. Ecomed Landsberg, 7. Auflage 1989, 72. Aktualisierung 2016, ISBN 978-3-609-71580-3

## Zeitschriftenpublikationen (Auswahl)
- R. W. Günther, H. Schild, M. Thelen: Percutaneous transhepatic biliary drainage: experience with 311 procedures. In: Cardiovasc Intervent Radiol. Band 11, 1988, S. 65–71.
- D. Vorwerk, R. W. Günther et al: Primary stent placement for chronic iliac artery occlusions : follow-up results in 103 patients. In: Radiology. Band 194, 1995, S. 745–749.
- R. W. Günther, M. Thelen, K.-J. Wolf: 100 Jahre Fortschritte auf dem Gebiet der Röntgenstrahlen. In: Roefo. Band 167, 1997, S. 213–315, doi:10.1055/s-2007-1015521
- G. Adam et al: Visualization of MR-compatible catheters by electrically induced local field inhomogeneities: Evaluation invivo. In: JMRI. Band 8, 1998, S. 209–213.
- J. Tacke et al: MR-guided interstitial cryotherapy of the liver with a novel, nitrogen-cooled cryoprobe. In: J Magn Reson Imaging. Band 8, 1998, S. 209–213.
- T. Schmitz-Rode et al: Fragmentation of massive pulmonary embolism using a pigtail rotation catheter. In: Chest. Band 114, 1998, S. 1427–1436.
- J. Neuerburg et al: Neues MR- (und CT-) kompatibles Knochenbiopsiesystem: Erste klinische Ergebnisse. In: RoeFo. Band 169, 1998, S. 515–520.
- G. Adam: Interventional Magnetic Resonance Angiography. In: Semin Interv Radiol. Band 16, 1999, S. 31–37.
- C. C. Nolte-Ernsting et al: MR imaging-guided percutaneous nephrostomy and use of MR-compatible catheters in the nondilated porcine urinary tract. In: J Vasc Interv Radiol. Band 10, 1999, S. 1305–13014.
- J. Wildberger: Perkutane transjuguläre Thrombektomie iliokavaler Thromben – Erster klinischer Einsatz einer neuentwickelten 12F Ballonschleuse. In: Roefo. Band 172, 2000, S. 651–655.
- K. Schürmann et al: Long-term results 10 years after iliac arterial stent placement. In: Radiology. Band 224, 2002, S. 731–738.
- A. Bücker et al: New metallic MR stents for artifact-free coronary MR angiography: Feasibility study in a swine model. In: Invest Radiol. Band 39, 2004, S. 250–253.
- A. H. Mahnken et al: Assessment of myocardial viability in reperfused acute myocardial infarction using 16-slice computed tomography in comparison to magnetic resonance imaging.  In: J Am Coll Cardiol. Band 45, 2005, S. 2042–7.
- R. W. Günther et al: New optional IVC Filter for percutaneous retrieval – In vitro evaluation of embolus capturing efficiency.  In: Roefo. Band 177, 2005, S. 632–636.
- P. Freyhardt et al: Renal sympathetic denervation by image-guided percutaneous ethanol injection – Histopathologic characteristics, efficacy and safety.  In: Roefo. Band 192, 2020, S. 549–560.
- M. Streitparth et al: Biodegradable polydioxanone microspheres for transcatheter arterial embolization: Proof of principle.  In: J Vasc Interv Radiol. Band 31, 2020, S. 2132–2140.
- W. M. Luedemann et al: Percutaneous large-bore pulmonary thrombectomy with the FlowTriever device: Initial Experience in intermediate-high and high-risk patients. In: Cardiovasc Intervent Radiol. Band 46, 2023, S. 35–42